# Homenaje a Marino Lejarreta
L'escultura urbana coneguda pel nom Homenaje a Marino Lejarreta, ubicada a la Manzaneda, a la ciutat d'Oviedo, Principat d'Astúries, Espanya, és una de les més d'un centenar que adornen els carrers de l'esmentada ciutat espanyola.
El paisatge urbà d'aquesta ciutat, es veu adornat per obres escultòriques, generalment monuments commemoratius dedicats a personatges d'especial rellevància en un primer moment, i més purament artístiques des de finals del segle xx.
L'escultura, feta de ferro, és obra de Rafael Rodríguez Urrusti, i està datada 2003.
L'obra vol ser un homenatge al ciclista basc Marino Lejarreta, que va ser guanyador en diverses ocasions de la pujada a la Manzaneda des d'Olloniego i que va estar vinculat aquesta localitat a través d'una antiga penya ciclista dedicada a la seva figura. En l'escultura el ciclista apareix amb el mallot groc, color amb el qual es premia els que guanyen aquesta carrera.